# Lapillo

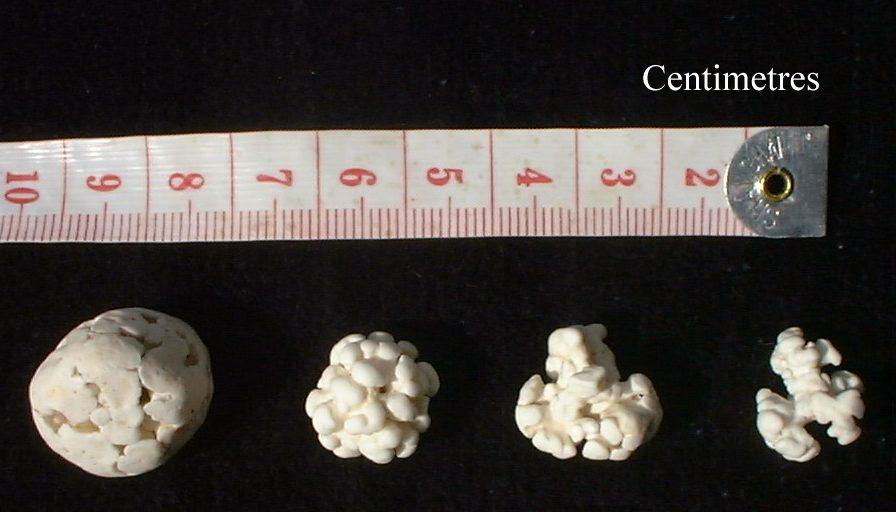
Lapilli in vari stadi di erosione provenienti dalle Canarie

I lapilli sono piccoli frammenti solidi di lava, e più in generale di tefra, che vengono espulsi con violenza dai vulcani durante le eruzioni di tipo esplosivo.
I frammenti di tefra vengono classificati come lapilli quando hanno dimensioni comprese fra i 2 e i 64 mm di diametro. I frammenti con dimensione inferiore ai 2 mm vengono classificati come cenere vulcanica, mentre i frammenti, con dimensioni superiori ai 64 mm, sono chiamati bombe vulcaniche.
I lapilli di tufo sono tipici di eruzioni riolitiche, andesitiche e dacitiche di tipo piroclastico, e possono essere depositati in grossi strati durante i surge piroclastici.
Particelle di forma perfettamente arrotondata, dette lapilli di accrescimento, si possono formare a partire da cenere vulcanica che si compatta in una nube o flusso di detriti, a causa dell'umidità o di forze elettrostatiche.